# Franklin Taylor
Franklin Taylor (Birmingham, 5 de febrer de 1843 - Londres, 19 de març de 1919) fou un compositor i pianista del Regne Unit.
Estudià al Conservatori de Leipzig, on fou deixeble d'Ignaz Moscheles, Hauptmann i Richter, després perfeccionà els seus estudis sota la direcció de Clara Schumann i, finalment, s'establí a Londres com a pianista i professor.
Donà nombrosos concerts al Palau de Cristall, Filharmònica de Liverpool i Societat de música di camera de Birmingham, i també fou organista de diverses esglésies de Londres, i des de 1882 professor de piano del Reial Col·legi de Música.
Se li deuen: Primer of the Pianoforte (1879); traducció alemanya (1881); Technique and Expression in Pianoforte Playing (1897), i Progresive Studies, diverses sèries.
A més, va traduir a l'anglès algunes obres de Richter.